# カンカキー郡 (イリノイ州)
カンカキー郡（英: Kankakee County）は、アメリカ合衆国イリノイ州東部に位置する郡である。人口は10万7502人（2020年）。郡庁所在地はカンカキーであり、同郡で人口最大の都市である。カンカキー郡はシカゴ都市圏に入っている。

## 歴史
カンカキー郡となった地域には少なくとも1770年代からポタワトミ族インディアンが住んでいた。
1832年にアメリカ合衆国政府がキャンプ・ティッピカヌー条約に調印した後の1834年、フランス系カナダ人が地域に入ってくるようになった。その後間もなくニューヨーク州やバーモント州からの移民が主にモメンスの町に入ってきた。1840年代、移民の大半はフランス系カナダ人かメティスであり、バーボネなどに入植した。
1853年2月11日、イリノイ州議会がイロコイ郡北部とウィル郡南部を合わせてカンカキー郡を設立した。当初は6つの郡区があった。当時の人口は約8,000人だった。1855年にヴァーミリオン郡から2つの郡区が編入された。郡名はカンカキー川から採られた。

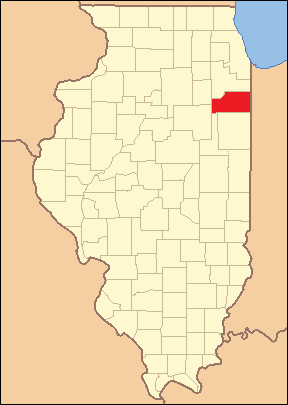
1853年創設時の郡領域

## 地理
アメリカ合衆国国勢調査局に拠れば、郡域全面積は681.36平方マイル (1,764.7 km2)であり、このうち陸地676.56平方マイル (1,752.3 km2)、水域は4.81平方マイル (12.5 km2)で水域率は0.71％である。

### 主要高規格道路
| - 州間高速道路57号線 - アメリカ国道52号線 - アメリカ国道45号線 | - イリノイ州道1号線 - イリノイ州道17号線 - イリノイ州道50号線 - イリノイ州道102号線 | - イリノイ州道113号線 - イリノイ州道114号線 - イリノイ州道115号線 |

### 隣接する郡
- ウィル郡 - 北
- レイク郡 (インディアナ州) - 北東
- ニュートン郡 (インディアナ州) - 東
- イロコイ郡 - 南
- フォード郡 - 南西
- リビングストン郡 - 南西
- グランディ郡 - 北西

## 気候と気象
近年、郡庁所在地であるカンカキー市の平均気温は1月の12°F (-11 ℃) から7月の86°F (30 ℃) まで変化している。過去最低気温は185年1月に記録された-29°F (-34 ℃) であり、過去最高気温は1988年8月に記録された107°F (42 ℃) である。月間降水量は2月の1.62インチ (41 mm) から5月の4.54インチ (115 mm) まで変化している。

## 人口動態

2000人口ピラミッド

以下は2000年国勢調査による人口統計データである。
| 基礎データ - 人口: 103,833人 - 世帯数: 38,182 世帯 - 家族数: 26,765 家族 - 人口密度: 59人/km2（153人/mi2） - 住居数: 40,610軒 - 住居密度: 23軒/km2（60軒/mi2） 人種別人口構成 - 白人: 79.89% - アフリカン・アメリカン: 15.47% - ネイティブ・アメリカン: 0.18% - アジア人: 0.68% - 太平洋諸島系: 0.02% - その他の人種: 2.38% - 混血: 1.38% - ヒスパニック・ラテン系: 4.78% 先祖による構成 - ドイツ系：21.3％ - アイルランド系：9.9％ - フランス系：8.7％ - アメリカ人：6.6％ - イギリス系：5.4％ 言語による構成 - 英語：94.1％ - スペイン語：4.3％ | 年齢別人口構成 - 18歳未満: 27.1% - 18-24歳: 9.7% - 25-44歳: 28.2% - 45-64歳: 22.0% - 65歳以上: 13.1% - 年齢の中央値: 35歳 - 性比（女性100人あたり男性の人口） - 総人口: 95.6 - 18歳以上: 91.9 世帯と家族（対世帯数） - 18歳未満の子供がいる: 34.4% - 結婚・同居している夫婦: 52.8% - 未婚・離婚・死別女性が世帯主: 13.1% - 非家族世帯: 29.9% - 単身世帯: 24.9% - 65歳以上の老人1人暮らし: 10.4% - 平均構成人数 - 世帯: 2.61人 - 家族: 3.12人 収入と家計 - 収入の中央値 - 世帯: 41,532米ドル - 家族: 48,975米ドル - 性別 - 男性: 37,776米ドル - 女性: 25,287米ドル - 人口1人あたり収入: 10,055米ドル - 貧困線以下 - 対人口: 11.4% - 対家族数: 8.7% - 18歳未満: 15.6% - 65歳以上: 7.2% |

## 政治
カンカキー郡は共和党寄りの接戦郡である。2008年大統領選挙では52％が民主党のバラク・オバマを支持し、共和党のジョン・マケインは47％だった。しかし2004年の場合は共和党のジョージ・W・ブッシュに55％、民主党のジョン・ケリーに44％が投票した。
カンカキー郡はアメリカ合衆国下院議員イリノイ州第11選挙区に属し、共和党議員を送り出している。郡内から過去3人の州知事を生んだ。

## 郡区
カンカキー郡は下記17の郡区に分割されている。
| - アロマ - バーボネ - エセックス - ガニア - カンカキー郡 - ライムストーン | - マンテノ - モメンス - ノートン - オットー - ペンブローク - パイロット | - ロックビル - セントアン - サライナ - サムナー - イエローヘッド |

## 都市と町

### 都市
- カンカキー - 郡庁所在地
- モメンス

### 村
| - アロマパーク - ボンフィールド - バーボネバーボネ - ブラドリー - バッキンガム - シェバンス - エセックス | - グラントパーク - ハーシャー - ホプキンスパーク - アーウィン - ライムストーン - マンテノ - セントアン | - レディック - サモンズポイント - サンリバーテラス - ユニオンヒル |

### 未編入の町
- ペンブローク]
- ソリット
- イェーガー
- ピューイング